# Frankfurter Westbahnhöfe

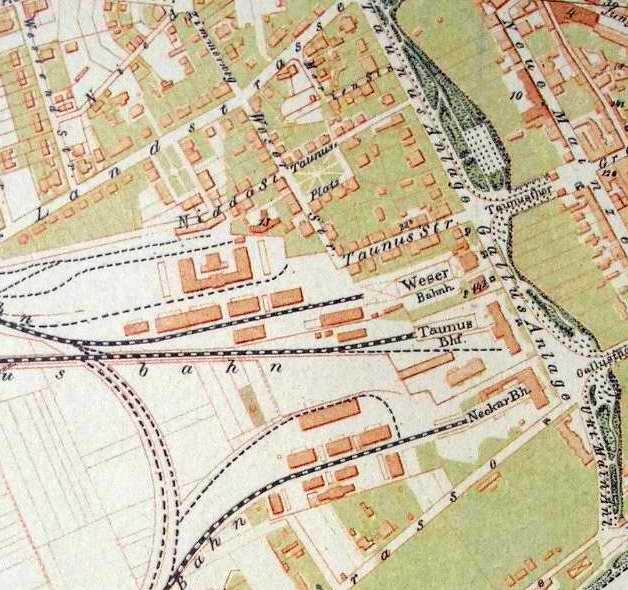
Die Frankfurter Westbahnhöfe um 1860

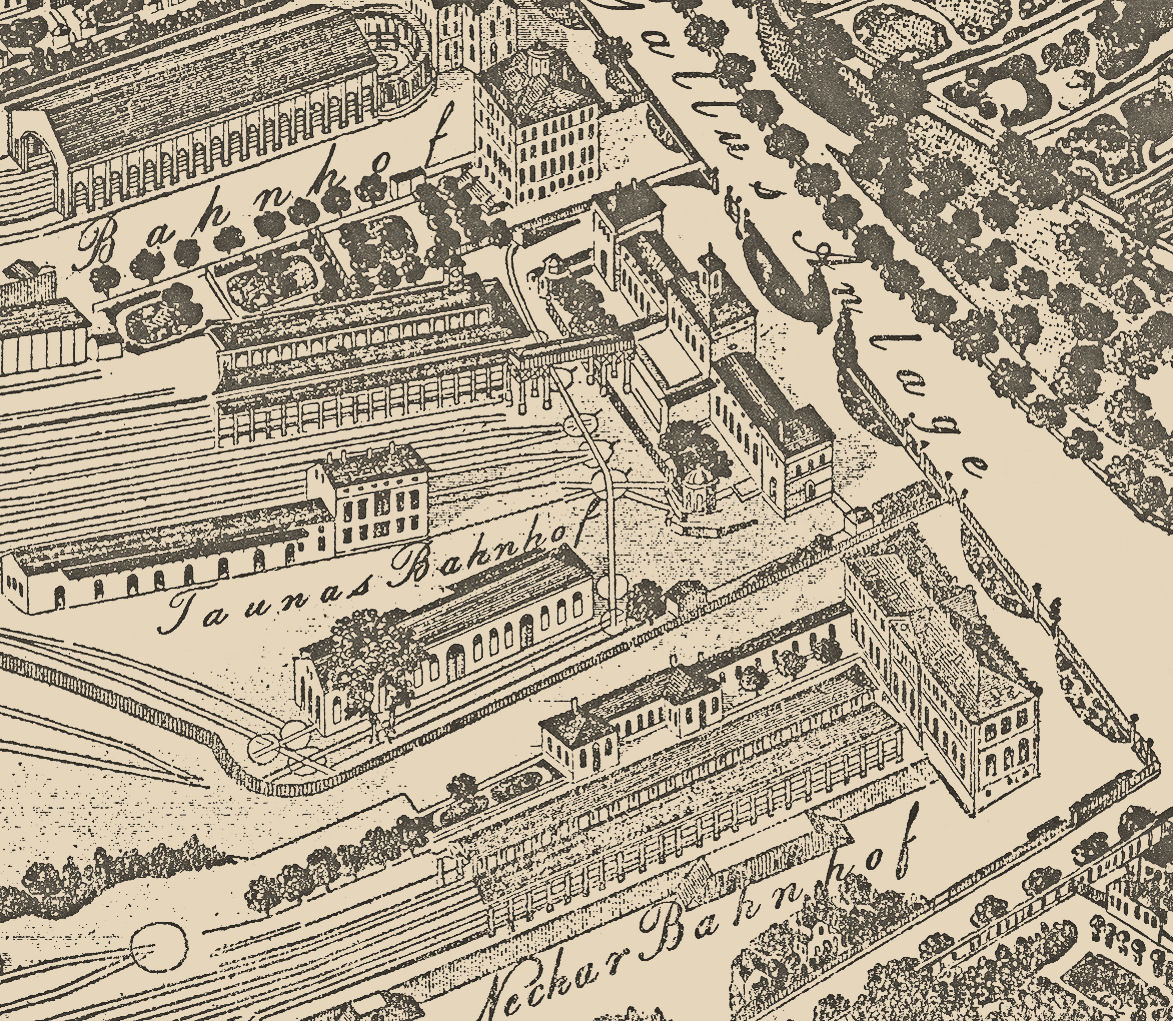
Die Westbahnhöfe auf einem Stahlstich von Delkeskamp, 1864

Die Frankfurter Westbahnhöfe waren ein Ensemble von drei Bahnhöfen am Westrand der Wallanlagen in Frankfurt am Main zwischen dem heutigen Willy-Brandt-Platz, damals Gallustor, und dem Taunustor.

## Anlage
Für die drei aus westlicher Richtung auf Frankfurt zuführenden Eisenbahnstrecken, die Taunus-Eisenbahn von Wiesbaden (1839), die Strecke von Heidelberg (1846) und die Main-Weser-Bahn von Kassel (1850), entstanden am damaligen Stadtrand von Frankfurt die drei nebeneinander liegenden Westbahnhöfe (von Nord nach Süd):
- Main-Weser-Bahnhof (1850)
- Taunusbahnhof (1839)
- Main-Neckar-Bahnhof (1848).[Anm. 1]

Zwischen dem Taunusbahnhof und dem Main-Weser-Bahnhof lag noch das Hotel Westendhall.
Die Bahnhöfe wurden von ihren Bahngesellschaften getrennt betrieben. Eine erste gemeinsame Fahrkartenausgabe entstand 1876 im Hotel Frankfurter Hof.
Dieses Ensemble aus drei Bahnhöfen wurde 1888 durch den etwa einen halben Kilometer weiter westlich gelegenen Hauptbahnhof ersetzt. Die Strecken aller drei Bahngesellschaften waren westlich der jeweiligen Bahnhofsanlagen bis zur Eröffnung des Hauptbahnhofs durch zwei Verbindungskurven miteinander verbunden. Der Platz „Am Hauptbahnhof“ liegt genau auf der ehemaligen Verbindungskurve der Main-Neckar- und der Main-Weser-Bahn.

## Heutige Situation
Die nun überflüssigen Anlagen der Westbahnhöfe wurden abgerissen. Auf der so geschaffenen Bahnbrache fand 1891 die Internationale Elektrotechnische Ausstellung statt. Bis zum Ersten Weltkrieg entstand auf dem Gelände das Bahnhofsviertel.
Die ehemaligen Zulaufstrecken der Westbahnhöfe wurden in Straßen und Plätze umgestaltet. Auf der ehemaligen nördlichen Zulaufstrecke der Main-Weser-Bahn wurde die Bahnstraße (heute Friedrich-Ebert-Anlage und Hamburger Allee) angelegt.
Die Main-Neckar-Brücke wurde zu einer Straßenbrücke umgebaut, damals Wilhelmsbrücke, heute Friedensbrücke genannt, deren südliche Zulaufstrecke zur Stresemannallee.